# Paul Hébrard
Pour les articles homonymes, voir Hébrard.
Paul Louis Hébrard, né le 18 janvier 1901 à Toulouse et mort le 29 septembre 1980 à Toulon, est un amiral et aviateur français. Il fut président-directeur général de la compagnie aérienne intérieure Air Inter.

## Biographie

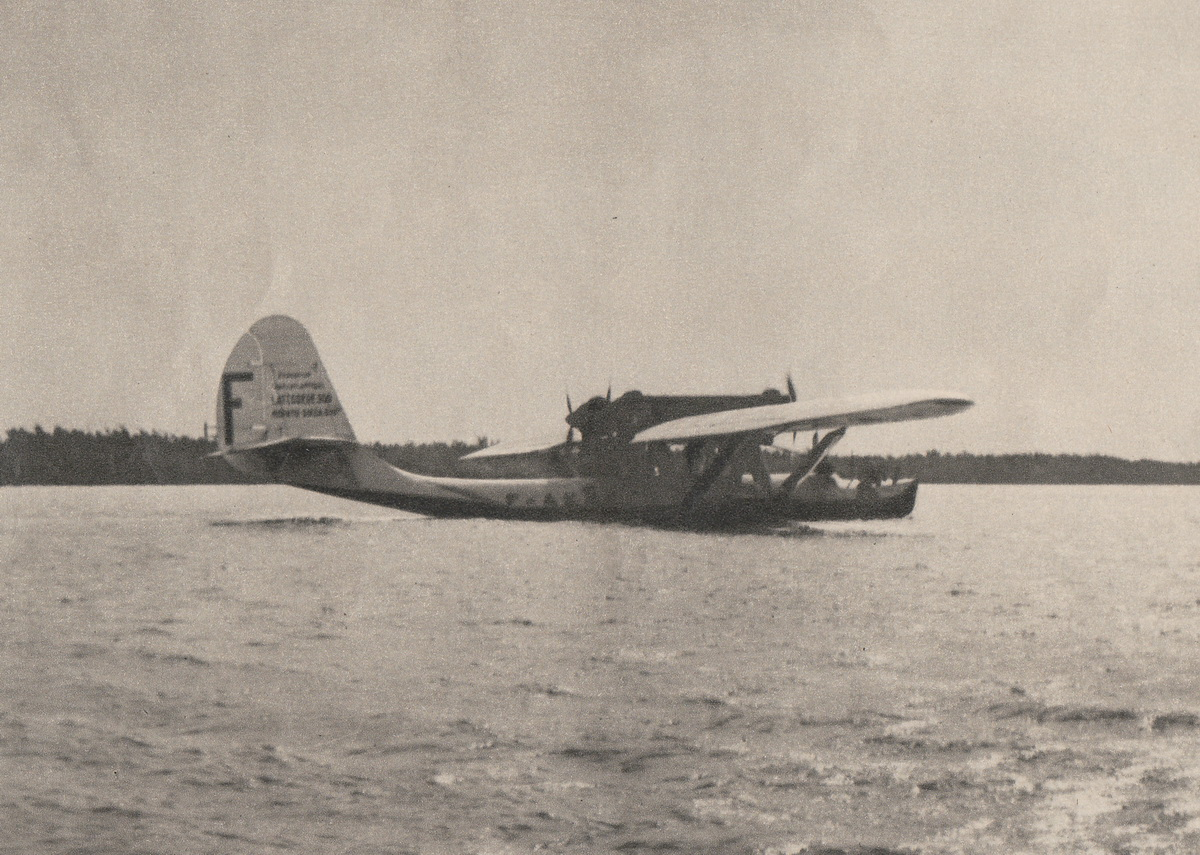
Le Latécoère 300 Croix du Sud. Le 7 décembre 1937, il disparait dans un accident avec Jean Mermoz à ses commandes.

Paul Hébrard entre à l'École navale en 1918 puis se spécialise dans l'aéronautique navale en 1923. Sa carrière l'amène à devenir pilote de ballons libres, de dirigeables, d'avions et d'hydravions , il devient, entre autres, professeur puis directeur de l’École de pilotage d’Istres. 
Le 23 juin 1935, accompagné de Daillière, Rouchon, Cassellari, du radio Emont et de Lavidalie, Paul Hébrard bat le record du monde de distance pour un  hydravion (4 338 km et un record de distance en ligne brisée de 4 449 km en 31 heures de vol) à bord du Latécoère 300 Croix du Sud, en volant de Cherbourg à Ziguinchor (Sénégal), l'objectif étant à l'origine Conakry, battant un précédent record italien  de 4 131 km établi lors d'un vol du 18 au 19 octobre 1934 par un CANT Z.501 qui le reprendra le 16 juillet 1935 avec un vol de 4 930 km, alors que Hévrard et son équipage effectue sa première traversée postale de l'Atlantique Sud entre Dakar et Natal. 
En 1940, il participe aux bombardements en Allemagne effectués par l'aéronavale française, notamment au bombardement de Berlin par le Farman F.222 Jules-Verne sous le commandement du capitaine de corvette Henri Dailliére.
Durant l’occupation de la France, alors capitaine de frégate, il est en position « hors cadre » comme directeur de la compagnie Air France à Paris. Il constitue avec 15 autres officiers de marine un mouvement de Résistance à partir de janvier 1944. Pendant les combats de la libération de Paris, Paul Hébrard reprend à l'occupant le ministère de la Marine le 25 août 1944 avec un groupe de 7 hommes. En janvier 1945, il est nommé directeur d'exploitation de la compagnie nationale Air France avant de devenir représentant général de la compagnie pour l'Extrême-Orient et le Pacifique en 1947. Il est rappelé dans les cadres de la Marine nationale en 1952 pour un commandement en Extrême-Orient durant la guerre d'Indochine.
Il est promu contre-amiral le 1er août 1956 et quitte le service actif en février 1959. Il est nommé président-directeur général d'Air Inter, le 3 juin 1960, alors que celle-ci reçoit le monopole du transport aérien en France métropolitaine le 23 février 1960 ; il quitte ce poste le 23 juin 1970 après avoir fortement développé cette alors très modeste entreprise comprenant à son arrivée seize personnes et n'ayant pas d'avions en propre. À son départ, Air Inter avait 200 vols quotidiens, 40 avions et 2,4 millions de passagers annuels.
Après 1970, il est nommé président-directeur général du nouveau groupe Técalémit-Gelbon. Il négociera, un peu plus tard, la cession de l'usine de production de Paray-Vieille-Poste à Air Inter qui transformera le bâtiment principal en siège social d'Air Inter. 
En 1963, il totalise plus de 10 000 heures de vol. 

## Distinctions
- Commandeur de la Légion d'honneur
- Croix de guerre 1939-1945 avec quatre citations
- Médaille de l'Aéronautique[2].
- En 1968, l'Association des journalistes professionnels de l'aéronautique et de l'espace (AJPAE) lui décerne le prix Icare[12].

## Promotions
- Enseigne de vaisseau de deuxième classe - 1er octobre 1919
- Enseigne de vaisseau de première classe - 1er octobre 1921
- Lieutenant de vaisseau - 26 janvier 1927
- Capitaine de corvette - 2 avril 1937
- Capitaine de frégate - 17 novembre 1940
- Capitaine de vaisseau - 16 janvier 1951
- Contre-amiral - 1er août 1956[8]